# Eric Wauters
Eric Wauters, född den 12 maj 1951 i Mechlin i Belgien, död 21 oktober 1999 i Peulis, Belgien, var en belgisk ryttare.
Han tog OS-brons i lagtävlingen i hoppning i samband med de olympiska ridsporttävlingarna 1976 i Montréal.